# Championnats de France d'athlétisme 2005
Navigation
Championnats 2004 Championnats 2006
Les Championnats de France d'athlétisme 2005 ont eu lieu du 14 au 16 juillet 2005 au Stade du Lac du Maine d'Angers.

## Palmarès
| Discipline        | Hommes              | Hommes          | Femmes                 | Femmes          |
| ----------------- | ------------------- | --------------- | ---------------------- | --------------- |
| 100 m             | Lueyi Dovy          | 10 s 24         | Sylvie Mballa Eloundou | 11 s 13         |
| 200 m             | Ronald Pognon       | 20 s 34         | Christine Arron        | 22 s 38         |
| 400 m             | Marc Raquil         | 45 s 88         | Solen Desert           | 51 s 52         |
| 800 m             | Florent Lacasse     | 1 min 46 s 25   | Bouchra Ghezielle      | 2 min 00 s 29   |
| 1 500 m           | Mehdi Baala         | 3 min 43 s 36   | Hind Dehiba            | 4 min 16 s 46   |
| 5 000 m           | Loïc Letellier      | 13 min 50 s 33  | Margaret Maury         | 15 min 49 s 66  |
| 20 000 m marche   | Denis Langlois      | 1 h 28 min 02 s | Christine Guinaudeau   | 1 h 38 min 01 s |
| 100 m haies       | -                   | -               | Linda Ferga            | 12 s 66         |
| 110 m haies       | Ladji Doucouré      | 12 s 97         | -                      | -               |
| 400 m haies       | Naman Keita         | 49 s 19         | Sylvanie Morandais     | 56 s 22         |
| 3 000 m steeple   | Gaël Pencreach      | 8 min 27 s 79   | Yamina Bouchaouante    | 10 min 01 s 87  |
| Saut en longueur  | Salim Sdiri         | 8,25 m          | Céline Nyanga          | 6,34 m          |
| Triple saut       | Karl Taillepierre   | 17,45 m         | Amy Zongo              | 13,88 m         |
| Saut en hauteur   | Grégory Gabella     | 2,28 m          | Mélanie Skotnik        | 1,94 m          |
| Saut à la perche  | Pierre-Charles Peuf | 5,60 m          | Vanessa Boslak         | 4,60 m          |
| Lancer du poids   | Yves Niaré          | 18,65 m         | Laurence Manfredi      | 17,04 m         |
| Lancer du disque  | Jean-Claude Retel   | 57,35 m         | Mélina Robert-Michon   | 53,82 m         |
| Lancer du marteau | Nicolas Figère      | 74,51 m         | Manuela Montebrun      | 72,01 m         |
| Lancer du javelot | David Brisseault    | 77,03 m         | Sarah Walter           | 55,27 m         |
| Décathlon         | Romain Barras       | 8 024 pts       | -                      | -               |
| Heptathlon        | -                   | -               | Émilie Boulleret       | 5 981 pts       |